# Eduard Podlewski
Eduard Podlewski (8. října 1826 – 13. ledna 1906 Lvov) byl rakouský politik polské národnosti z Haliče, na konci 19. století poslanec Říšské rady.

## Biografie
Byl ředitelem finanční prokuratury ve Lvově.
Byl i poslancem Říšské rady (celostátního parlamentu Předlitavska), kam usedl v doplňovacích volbách roku 1893 za kurii velkostatkářskou v Haliči. Nastoupil 3. února 1893 místo Alfonse Czajkowského. Ve volebním období 1891–1897 se uvádí jako rytíř Dr. Eduard Podlewski, dvorní rada a finanční prokurátor na penzi, bytem Czernielów Mazowiecki. V roce 1893 se uvádí jako člen poslaneckého Polského klubu.
Zemřel v lednu 1906.